# Aslan Karatsev
Aslan Karatsev, né le 4 septembre 1993 à Vladikavkaz, est un joueur de tennis russe, professionnel depuis 2011.
En 2021, il crée la sensation en atteignant les demi-finales de l'Open d'Australie pour sa première participation à un tournoi du Grand Chelem.

## Carrière
Né en Ossétie du Nord dans le Caucase, Aslan Karatsev a passé une partie de son enfance en Israël avant de retourner dans son pays natal à l'âge de 12 ans et s'installe à Taganrog sur la mer d'Azov. Repéré par Dmitri Toursounov, il s'entraîne ensuite à Moscou, à Halle, à Barcelone puis à Minsk.

### 2011-2020: un joueur relativement inconnu qui évolue principalement sur le circuit secondaire
Aslan Karatsev débute sur le circuit ATP à Saint-Pétersbourg en 2013. Battu en simple par l'ancien top 10 Mikhail Youzhny, il atteint les demi-finales en double avec Dmitri Toursounov. Il prend sa revanche sur Youzhny deux ans plus tard au premier tour du tournoi de Moscou. Cette même année, il remporte le Challenger de Kazan. Il manque plusieurs mois de la saison 2017 en raison d'une blessure au genou.
C'est en 2020 que le Russe se forge un nom sur le circuit secondaire. Il commence l'année à la 292e place mondiale. Finaliste du tournoi de Bangkok en janvier, il fait parler de lui à la fin de l'été en atteignant trois finales consécutives sur le circuit Challenger et en remportant deux à Prague et Ostrava. Il bat ensuite Tennys Sandgren au tournoi de Saint-Pétersbourg. Il participe également au tournoi de Sofia où il remporte son premier tour avant de perdre contre Alex de Minaur 4-6, 6-7.

### 2021: percée et consécration, victoire à l'ATP Cup, à l'ATP 500 de Dubaï et en Coupe Davis, demi-finale à l'Open d'Australie et victoire contre le numéro 1 mondial
Début 2021, il fait partie de l'équipe russe victorieuse à l'ATP Cup, jouant plusieurs matchs de double aux côtés d'Evgeny Donskoy. Il est même qualifié " d'arme secrète " par Daniil Medvedev lors de la victoire en finale face à l'Italie. Il se révèle ensuite à l'Open d'Australie où il est issu des qualifications. Alors qu'il participe pour la première fois à un tableau final de Grand Chelem, il passe le premier tour face à Gianluca Mager puis bat sèchement Egor Gerasimov au second tour (6-0, 6-1, 6-0). Il crée ensuite la surprise en éliminant successivement trois têtes de série : l'Argentin Diego Schwartzman (no 8 ; 6-3, 6-3, 6-3), le Canadien Félix Auger-Aliassime (no 20 ; 3-6, 1-6, 6-3, 6-3, 6-4) puis le Bulgare Grigor Dimitrov (no 18 ; 2-6, 6-4, 6-1, 6-2), diminué physiquement. Il devient le 5e joueur de l'ère Open à atteindre les demi-finales d'un Grand Chelem en étant issu des qualifications. Il est le premier joueur de l'Ère Open à atteindre les demi-finales lors de sa première participation à un tableau final de tournoi du Grand Chelem. Il est finalement battu par le no 1 mondial Novak Djokovic (6-3, 6-4, 6-2).
Cette incroyable performance lui permet de faire un bond immense au classement ATP, puisqu'il passe de la 114e à la 42e place mondiale à l'issue du tournoi. Le Russe amasse également un prize money conséquent : avec sa 1/2 finale à l'Open d'Australie, il touche 662 000$, soit 44 000 $ de plus que le prize money de toute sa carrière.
En mars 2021, il remporte son premier titre ATP en double en s'imposant à Doha au côté de son compatriote Andrey Rublev. En simple, il est éliminé par le numéro 4 mondial Dominic Thiem à Doha (défaite 7-6, 3-6, 2-6).
La semaine suivante, à Dubaï, il élimine successivement Egor Gerasimov, Daniel Evans (tête de série no 12), Lorenzo Sonego (no 17), Jannik Sinner (no 16) et Andrey Rublev (no 2) pour atteindre sa première finale en simple sur le circuit principal. S'imposant ensuite contre Lloyd Harris 6-3, 6-2, il remporte alors son premier titre ATP en simple. Aslan Karatsev enchaîne ensuite sur sa première tournée nord-américaine, où il est éliminé en 16e de finale à Miami par Sebastian Korda (défaite 3-6, 0-6). 
La saison sur terre battue d'Aslan Karatsev est plutôt considérée comme un succès. Après une défaite précoce à Monte-Carlo au 2e tour face au futur vainqueur Stefanos Tsitsipas, il atteint les 1/8 de finale des Masters 1000 de Madrid et Rome. Malgré sa finale perdue face à Matteo Berrettini à Belgrade, le Russe remporte deux victoires de haut rang face au n°2 mondial Daniil Medvedev à Madrid (6-2, 6-4) et face au n°1 mondial Novak Djokovic chez lui à Belgrade (7-5, 4-6, 6-4).
À la suite d'un Roland-Garros assez décevant (élimination au 2e tour), Karatsev semble en perte de vitesse au cours de l'été, connaissant plusieurs éliminations précoces (premier tour à Wimbledon, à Cincinnati et à l'Open d'Astana). A l'US Open, il est éliminé par la sensation américaine de l'été Jenson Brooksby.
Il se relève en fin de saison avec un titre à Moscou devant " son public " face à Marin Cilic (victoire 6-2, 6-4) mais échoue à se qualifier pour le Masters de fin d'année pour lequel il ne cachait pas ses ambitions d'y participer. Le Russe est également sélectionné pour participer à la phase finale de la Coupe Davis en 2021, où il remporte le titre en ayant disputé plusieurs rencontres en double. Il finit l'année à la 18e place mondiale.
De façon surprenante, Karatsev n'est pas choisi pour le titre de "Révélation de l'année" en fin de saison, mais il est toutefois choisi comme "Joueur ayant le plus progressé". La chaîne Youtube de l'ATP lui dédie d'ailleurs une vidéo retraçant son brillant parcours en 2021.

### 2022: année difficile, victoire à Sydney, chute au classement

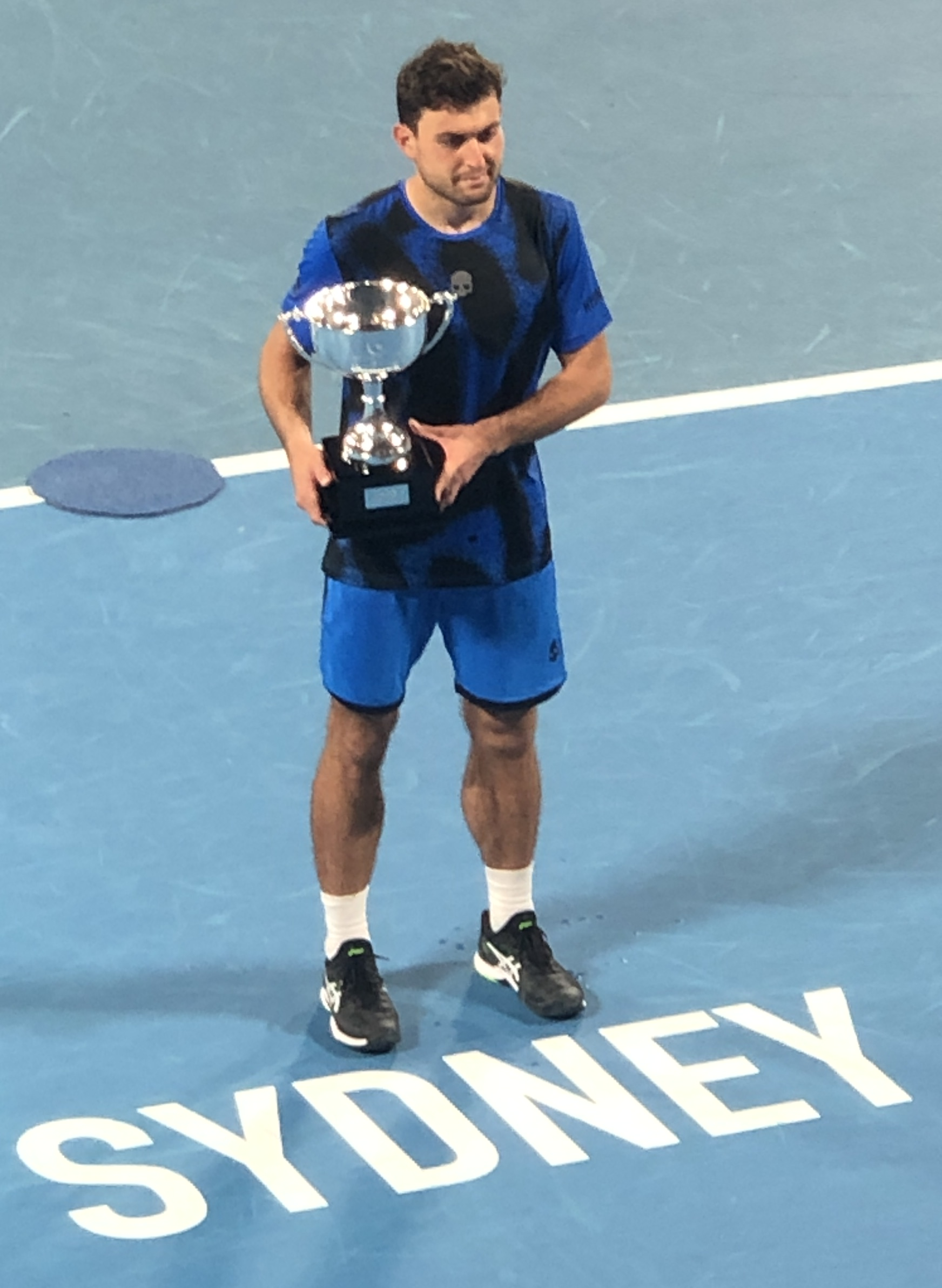
Karatsev avec le trophée de Sydney 2022.

Le 18 janvier 2022, Karatsev remporte son troisième titre sur le Circuit ATP en s'imposant lors du Sydney Tennis Classic contre le Britannique Andy Murray (6-3, 6-3). Il échoue par la suite à réitérer son exploit à l'Open d'Australie en étant éliminé au 3e tour par le Français Adrian Mannarino lors d'une rencontre intense qui aura duré plus de quatre heures et demi (défaite 6-7, 7-6, 5-7, 4-6).
S'ensuit une période compliquée pour le joueur russe qui va enchaîner les défaites précoces. Tête de série numéro 1 du tournoi de Pune en Inde, Karatsev s'incline face au jeune Elias Ymer d'entrée de tournoi. Il échoue aussi au premier tour à Rotterdam où il s'incline 6-2, 6-7, 6-7 face au local Tallon Griekspoor. Tête de série numéro 4 du tournoi de Marseille, il bat le jeune joueur prometteur Holger Rune 6-3, 7-6 avant de s'incliner en quarts de finale contre le local Benjamin Bonzi. il échoue ensuite à défendre son titre à Dubaï en étant battu dès le premier tour par l'Américain Mackenzie MacDonald. La première partie de sa saison sur dur se termine sur deux défaites lors de la tournée nord-américaine, puisqu'il est éliminé en 1/32 de finale à Indian Wells (6-7, 4-6 contre Steve Johnson) puis en 1/16 de finale à Miami (5-7, 6-4, 3-6 contre Hubert Hurkacz).
Sa saison sur terre battue constitue un sérieux revers. Il échoue en effet au premier tour aux tournois de Monte Carlo (défaite 6-7, 6-4, 3-6 contre Holger Rune), de Belgrade (défaite 7-6, 1-6, 3-6 contre Oscar Otte) et à Madrid (défaite 2-6, 5-7 contre david Goffin). Lors de la tournée sur la terre rouge européenne, Karatsev ne gagne qu'un seul match, contre Lloyd Harris lors du tournoi de Rome (victoire 3-6, 6-3, 7-6). Il est ensuite sèchement battu par le numéro 1 mondial Novak Djokovic 3-6, 2-6 en 16e de finale. Ces mauvais résultats lui font perdre sa place dans le top 32 et donc une potentielle tête de série à Roland Garros. Il perd une nouvelle fois au premier tour au tournoi de Lyon (6-7, 4-6 contre Adrian Mannarino), avant de devenir le dimanche 22 mai le premier joueur à perdre une rencontre au super tie-break qui venait tout juste d'être institué à Roland Garros, en s'inclinant 3-6, 6-4, 4-6, 6-3, 6-7 face au qualifié Camilo Ugo Carabelli. À l'issue du deuxième tournoi du Grand Chelem de la saison, il pointe alors à la 40e place mondiale.
La saison sur gazon n'apporte pas plus de succès. Karatsev s'incline d'abord dans les qualifications du tournoi de Stuttgart face au jeune Suisse Dominic Stricker (défaite 6-7, 1-6). Il perd ensuite face à son compatriote Karen Khachanov au premier tour du tournoi de Halle (défaite 7-6, 1-6, 2-6). Il gagne ensuite un match au tournoi de Majorque face à l'Espagnol Jaume Munar (victoire 3-6, 6-1, 6-3), avant de s'incliner en huitièmes de finale face au numéro 1 mondial Daniil Medvedev (défaite 6-4, 3-6, 2-6). La saison sur gazon du Russe s'arrête là puisqu'il se voit interdire la participation au tournoi de Wimbledon au motif du conflit russo-ukrainien.
Pendant la deuxième partie de la saison sur terre battue européenne, Aslan Karatsev reprend quelques couleurs en enchaînant deux quarts de finale à Bastad puis à Hambourg, éliminé à chaque fois par Francisco Cerundolo. Cela faisait quasiment six mois que le Russe n'avait pas gagné deux matches d'affilée. Il perd ensuite au premier tour du tournoi de Kitzbühel, battu par le Serbe Dusan Lajovic (défaite 5-7, 3-6).
Le début de la tournée estivale sur le dur nord-américain est assez compliqué. Le joueur russe s'incline dès les 16e de finale du tournoi de Washington face à Mikael Ymer (défaite 4-6, 6-3, 4-6). Il perd ensuite au premier tour du Masters 1000 du Canada (défaite 4-6, 4-6 face à Maxime Cressy), puis au 2e tour du Masters 1000 de Cincinnati contre Diego Schwartzman (défaite 6-7, 6-3, 2-6) après avoir battu l'Américain Brandon Nakashima au premier tour (victoire 7-5, 7-5). Karatsev subit une nouvelle désillusion au premier tour de l'US Open, où il s'incline face à l'Italien Fabio Fognini après avoir mené deux sets à zéro (défaite 6-1, 7-5, 4-6, 1-6, 4-6). Le joueur russe semble définitivement dans une mauvaise passe alors qu'il doit défendre bientôt un certain nombre de points.
Le Russe termine sa saison avec des résultats peu encourageants, subissant trois défaites consécutives au premier tour : défaite 5-7, 3-6 contre Lorenzo Sonego à Metz, défaite 2-6, 7-6, 4-6 contre Tomas Martin Etcheverry à Tel-Aviv et défaite 6-4, 4-6, 1-6 contre Zhang Zhizhen à Astana. Alors que le tournoi de Moscou qui l'avait vu triompher l'an dernier est annulé par l'ATP en raison du conflit entre la Russie et l'Ukraine, Aslan Karatsev échoue à défendre ses points de l'an passé, puisqu'il perd en 8e de finale tour du tournoi de Florence contre Mikael Ymer (défaite 1-6, 7-6, 1-6) puis en 8e de finale du tournoi de Stockholm contre Cameron Norrie (défaite 7-6, 3-6, 4-6). Après son élimination au premier tour du tournoi de Bâle dont il a dû jouer les qualifications contre Alexander Bublik (défaite 3-6, 6-7), il chute à la 60e place mondiale. Il clôt sa saison sur une défaite au premier tour du Masters 1000 de Paris Bercy face au Japonais Yoshihito Nishioka (défaite 3-6, 4-6).

### 2023: première demi-finale en Masters 1000 à Madrid et5efinale
Aslan Karatsev démarre sa saison sur une note positive puisqu'il enchaîne six sets consécutifs, le menant jusqu'en demi-finales du tournoi de Pune, où il s'incline 6-7, 1-6 face au futur vainqueur Tallon Griekspoor. C'est un début de saison plutôt rassurant, cela faisant environ cinq mois que le Russe n'avait pas gagné deux matches consécutivement. Il est ensuite battu dès le premier tour de l'Open d'Australie par le Bulgare Grigor Dimitrov (défaite 6-7, 5-7, 2-6). Ces résultats insuffisants le font pointer à la 98e place mondiale le 30 janvier.
Le Russe enchaîne avec la saison indoor européenne de février où il est défait au premier tour de l'Open 13 par Filip Krajinović (défaite 6-3, 6-7, 2-6), puis au premier tour du tournoi de Rotterdam par Dimitrov (défaite 1-6, 3-6). Karatsev se blesse ensuite au premier tour du tournoi de Doha face à l'Australien Jason Kubler qui menait 7-6 1-0. Cela le contraint à renoncer à disputer la tournée nord-américaine. Il sort ainsi du top 100 mondial à l'issue du tournoi.
Il joue pour sa reprise le tournoi de Marrakech où il s'incline dès le premier tour face à l'talien Francesco Passaro (défaite 5-7, 6-3, 3-6). La situation devient critique pour le joueur retombé à la 129e place mondiale et qui doit disputer les qualifications de l'ATP 250 de Munich. Il arrive à s'en extraire avant d'être très sèchement battu au 2e tour par le futur finaliste du tournoi Botic van de Zandschulp (défaite 2-6, 0-6).
C'est lors du Masters 1000 de Madrid qu'Aslan Karatsev frappe un grand coup. Après avoir gagné ses deux matchs de qualification, il élimine au premier tour Laslo Djere (7-6, 7-5) avant de prendre sa revanche face au Néerlandais Botic van de Zandschulp (6-2, 7-5). Il sort ensuite le 19e joueur mondial Alex de Minaur en 16e de finale (victoire 6-3, 4-6, 6-4) avant de battre son compatriote et 3e joueur mondial Daniil Medvedev (7-6, 6-4). Sa qualification en 1/4 de finale d'un Masters 1000 constitue alors un nouveau cap franchi dans cette catégorie de tournoi. Il y affronte aussi un novice à ce stade, le Chinois Zhang Zhizhen dont il dispose (7-6, 6-4) pour jouer sa première demi-finale. Fait rare, il y rencontre le lucky loser Jan-Lennard Struff qu'il avait éliminé au dernier tour des qualifications du même tournoi. Diminué en raison d'une blessure à la cuisse gauche, il s'incline malgré le gain du premier set (6-4, 3-6, 4-6). Ce tournoi demeure un franc succès qui le porte à la 51e place mondiale le lundi 8 mai.
Tête de série numéro de qualifications pour Roland-Garros, il s'impose face à Pierre-Hugues Herbert (7-6, 7-6), Nick Hardt (7-5, 6-3) puis Nicolas Moreno de Alboran (6-4, 6-3). Il passe ensuite le premier tour en se défaisant d'Alexei Popyrin, récemment auteur d'un beau parcours à Rome (6-3, 6-7, 6-1, 6-2). Il affronte au tour suivant l'Américain Frances Tiafoe, tête de série numéro 12, contre lequel il s'incline (6-3, 3-6, 5-7, 2-6).
Il enchaîne ensuite avec une saison sur gazon plutôt moyenne. Lors du tournoi de Stuttgart, il s'impose lors d'un match marathon de 3 h 10 face à Corentin Moutet sur le score de 7-60, 68-7, 7-5. Lors du match suivant, il opte pour une tactique radicalement différente face à Taylor Fritz, en s'appuyant sur le service volée mais s'incline néanmoins 6-7, 3-6. Repêché dans le tableau principal du tournoi de Halle malgré son élimination en qualifications, Karatsev perd contre Lorenzo Sonego (2-6, 6-3, 2-6). Le Russe gagne ensuite son premier match à Wimbledon contre le jeune Français Luca Van Assche (6-7 6-4, 6-2, 6-4), avant de s'incliner au deuxième tour contre son compatriote Andrey Rublev (7-6, 3-6, 4-6, 5-7). 
Désormais 50e mondial, il choisit de ne pas défendre ses points de la saison précédente sur terre battue pour démarrer plus tôt la tournée nord-américaine sur dur. Après une victoire 7-6, 6-1 contre l'Australien Kiranpal Pannu, il s'incline contre Frances Tiafoe au cours d'un match très serré remporté 7-6(5), 7-6(5) par l'Américain. Karatsev échoue ensuite à passer le premier tour à Toronto contre Mackenzie McDonald (défaite 3-6, 4-6) et à se qualifier pour le tableau principal à Cincinnati. A l'US Open, Karatsev s'impose avec brio 6-3, 6-3, 6-3 contre le Tchèque Jiri Lehecka, récent finaliste du tournoi de Winston-Salem. Il affronte au second tour l'Espagnol Roberto Carballés Baena, qu'il bat en quatre sets 6-2, 4-6, 6-3, 7-6. Il s'incline au 3e tour contre le jeune Américain Ben Shelton (4-6, 6-3, 2-6, 0-6), éprouvant beaucoup de difficultés au service (seulement 3 aces pour 15 doubles fautes). Cette performance où il se hisse au 3e tour d'un tournoi du Grand Chelem pour la première fois depuis 2021 lui permet de remonter à la 61e place mondiale.
Il surprend à Tokyo au premier tour l'Américain Frances Tiafoe (6-3, 7-6) puis le Chinois Zhang Zhizhen (6-3, 6-4) ainsi que la tête de série numéro quatre Alex de Minaur (6-3, 6-2). Opposé au surprenant Shintaro Mochizuki en demi-finale, il remporte la rencontre en deux sets (6-3, 6-4) et voit le jeune Ben Shelton lui barrer la route de nouveau, aux pieds du titre (5-7, 1-6). Cette bonne performance lui permet de se hisser à nouveau à la 35e place mondiale. Il finit la saison à cette place, après avoir perdu au premier tour à Vienne contre Borna Gojo (3-6, 3-6).

### 2024: un début de saison perturbé par une blessure
Aslan Karatsev démarre sa saison en participant au tournoi de Brisbane. Il est opposé à l'Australien Jason Kubler pour son match du premier tour. Alors qu'il vient d'égaliser à un set partout, il se blesse gravement au genou au début de la troisième manche. Cette blessure le contraint à une opération et l'éloigne des terrains pour plusieurs semaines.

## Style de jeu
Aslan Karatsev se démarque de nombreux joueurs sur le circuit ATP par son jeu ultra-agressif. S'il fait exploser le nombre de coups gagnants par match, il est également enclin à faire des erreurs. Le Russe prend un maximum de risque en s'engageant sur chaque frappe. Il s'exprime lui même à propos de son jeu dans les termes suivants : « Mon jeu est agressif, j'essaie de jouer avec un style plus agressif, à la recherche d'un bon service, en travaillant le point le plus vite possible, sans courir derrière la ligne de fond [...] J'essaie de rester près de la ligne. » Ce style audacieux et sans compromis porte ses fruits lorsqu'il est en confiance.
C'est un joueur fondamentalement porté vers l'attaque qui n'hésite pas à être agressif et à remporter la majorité de ses points par des coups gagnants. Lors de l'Open d'Australie 2021, il assène ses adversaires de coups gagnants : 40 face à son adversaire du 2e tour Egor Gerasimov (victoire 6-0, 6-1, 6-0), et même 50 coups gagnants face à Diego Schwartzman au 3e tour (victoire 6-3, 6-3, 6-3).
Par ailleurs, Aslan Karatsev se démarque par le caractère plutôt esthétique de son jeu. Ses marques de fabrique sont sa frappe sèche au ras du filet et la qualité des angles d'attaque qu'il est capable de trouver, notamment en retour. Il cherche à frapper la balle très tôt, et qui n'hésite pas à tenter des coups techniques comme les volées à l'intérieur du court. Lorsqu'il parvient à dicter le rythme de la rencontre et des échanges, il peut s'avérer grandement efficace.

### Service
Le service d'Aslan Karatsev n'est pas nécessairement son point fort, bien qu'il puisse s'appuyer dessus pour raccourcir les points en deux ou trois coups de raquette. Sa première pointe souvent vers les 190-200 km/h. Son premier service est frappé très à plat, ce qui le rend particulièrement percutant et perforant, notamment lorsqu'il arrive sur le receveur. C'est en revanche un premier service qui manque de régularité : en 2023, Karatsev compte 60% de premières balles depuis le début de sa carrière sur le circuit ATP, pour 71% de points gagnés derrière. C'est un coup qu'il cherche constamment à améliorer. Sa deuxième balle est frappée avec plus d'effets. Il enregistre 50% de points gagnés derrière son deuxième service ce qui le rend tout de même vulnérable.

### Retour
Au retour, Aslan Karatsev adopte une position proche de sa ligne pour agresser immédiatement la balle adverse. Tout comme le reste de son jeu, cette stratégie comporte des risques. Il peut donc aussi bien réaliser des retours particulièrement incisifs et profonds face à des services puissants que rater des retours en longueur en étant surpris en plein décalage ou en se heurtant au filet lors d'une frappe croisée. Sur le circuit ATP, le Russe enregistre tout de même un taux de points remportés de 30 % derrière les premières balles adverses et de 50 % au retour de second service.[réf. nécessaire]

### Coup droit

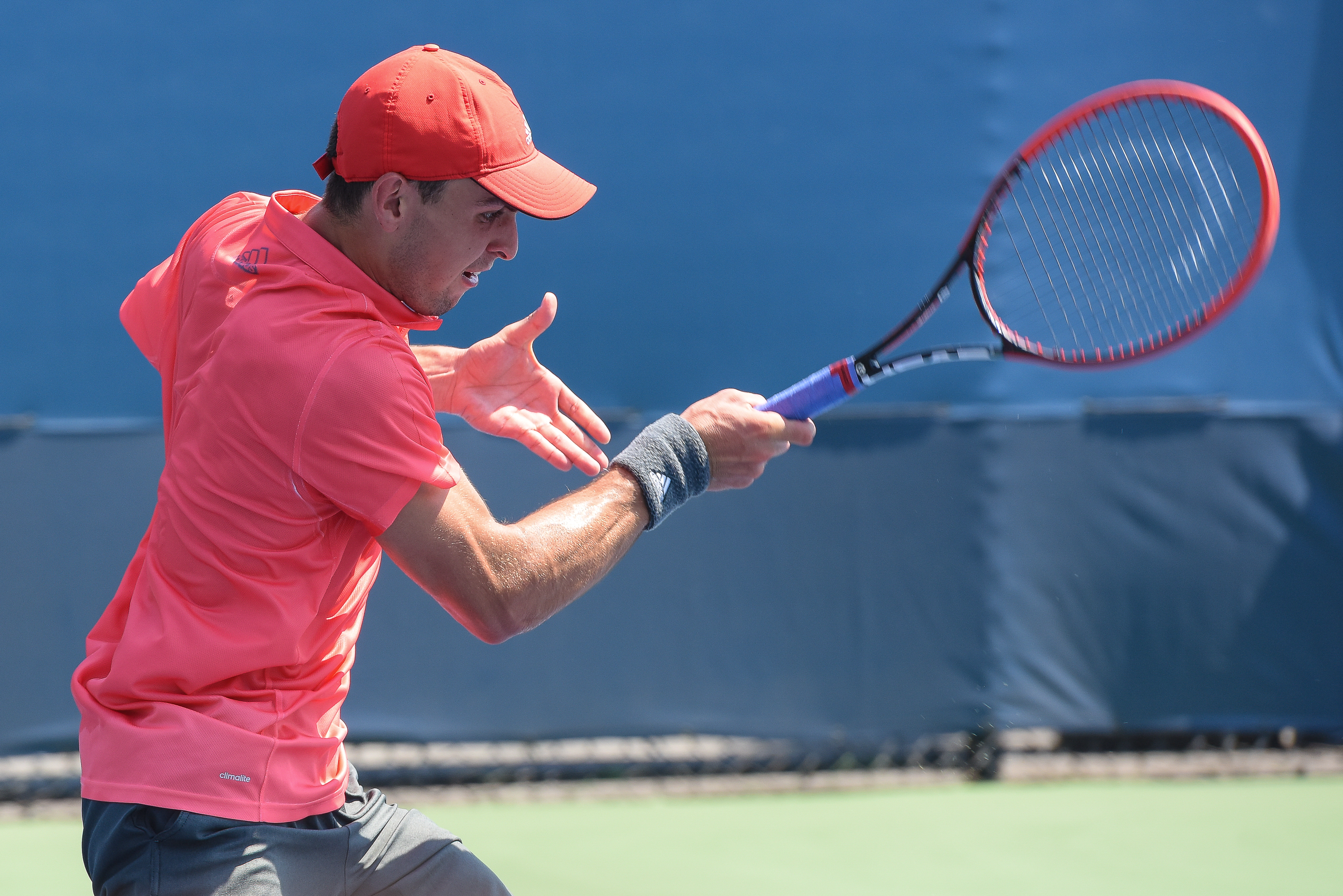
Karatsev exécutant un coup droit

Le coup droit est indéniablement l'arme principale d'Aslan Karatsev. Il est frappé à plat et parfois avec un lift très léger qui rend néanmoins la balle très percutante. L'exécution du coup droit du Russe est remarquable étant donnée la pureté et la propreté technique du geste qui est très fluide. En fouettant la balle de cette manière, il est capable de trouver des coups droits très croisés, mais également des inside-in qui peuvent surprendre l'adversaire.
Son coup droit est également une arme qu'il utilise souvent pour tenter des volées de mi-court (des "drive-volley" en anglais), un coup toujours risqué mais qui est très technique et élégant.
Karatsev a un coup droit incroyablement économe en énergie. Il est compact, simple et puissant. Il l'exécute en gardant son bras et sa raquette du côté du corps qui frappe (sans enrouler inutilement le bras) et en enroulant et en déroulant simplement son torse pendant la frappe avec son bras qui accompagne la trajectoire de balle. En fait, le bras fait peu par rapport au corps en ce qui concerne la préparation et le balancement vers l'avant.
De nombreux joueurs ont l'idée de générer de l'énergie avec leur bras en le tirant vers l'arrière puis en le lançant vers l'avant, là où en réalité, il est préférable de générer de l'énergie à partir du corps. De cette façon, le Russe peut utiliser les plus gros muscles du corps. Naturellement, il peut sembler contre-intuitif d'abréger la préparation de frappe vers l'arrière comme Karatsev pour obtenir plus de puissance, mais dans un sport au rythme rapide comme le tennis, chaque milliseconde de préparation est cruciale pour bien frapper la balle.

### Revers
Le revers de Karatsev est frappé à deux mains et il y met quasiment autant de puissance que dans son coup droit, ce qui maintient un équilibre dans ses frappes peu importe sa position dans le terrain. Il est capable de trouver des angles agressifs, mais sa spécialité est le revers long de ligne frappé d'un geste très court et inachevé, qui peut surprendre l'adversaire par un rebond assez bas. Il n'hésite pas à user de sa force athlétique pour le frapper en extension ou en décalage. C'est une arme particulièrement utile, il peut même effectuer de solides volées de mi-court avec son revers.

### Physique
Karatsev mesure 1,85 m pour 85 kg, ce qui rend son physique quasiment identique à ceux de Roger Federer et de Rafael Nadal, qui ont même poids et même taille. Aslan Karatsev est un joueur très développé musculairement sur le bas du corps, avec des mollets proéminents, qualifiés par Novak Djokovic de « plus gros mollets du tennis ». Le haut de son corps est également bien développé, ce qui est indispensable à l'explosivité de son jeu offensif.

### Mental
Karatsev semble avoir un mental plutôt stable, bien que le caractère assez uniforme de son jeu le rende très dépendant de sa forme du moment[réf. nécessaire]. Il joue ainsi les points importants avec la même agressivité que les autres, ce qui peut être risqué comme rentable. Sur l'ensemble de sa carrière sur le circuit ATP, il a converti 39 % des balles de break qu'il a eu pour une moyenne de 37 % de points gagnés au retour, ce qui en fait donc un joueur plutôt solide sur ce genre de points. Au niveau de la défense de balles de break contre lui, il peut se montrer très impressionnant de solidité, comme lors de sa victoire contre Novak Djokovic en demi-finale du tournoi du tournoi de Belgrade en 2021, au cours de laquelle il ne sauve pas moins de 23 balles de break sur 28.

## Palmarès

### Titres en simple messieurs
| No | Date       | Nom et lieu du tournoi                      | Catégorie | Dotation    | Surface    | Finaliste    | Score    |          |
| -- | ---------- | ------------------------------------------- | --------- | ----------- | ---------- | ------------ | -------- | -------- |
| 1  | 14-03-2021 | Dubai Duty Free Tennis Championships, Dubaï | ATP 500   | 1 897 805 $ | Dur (ext.) | Lloyd Harris | 6-3, 6-2 | Parcours |
| 2  | 18-10-2021 | VTB Kremlin Cup, Moscou                     | ATP 250   | 697 125 $   | Dur (int.) | Marin Čilić  | 6-2, 6-4 | Parcours |
| 3  | 15-01-2022 | Sydney Tennis Classic, Sydney               | ATP 250   | 521 000 $   | Dur (ext.) | Andy Murray  | 6-3, 6-3 | Parcours |

### Finales en simple messieurs
| No | Date       | Nom et lieu du tournoi                                 | Catégorie | Dotation    | Surface      | Vainqueur         | Score          |          |
| -- | ---------- | ------------------------------------------------------ | --------- | ----------- | ------------ | ----------------- | -------------- | -------- |
| 1  | 19-04-2021 | Serbia Open, Belgrade                                  | ATP 250   | 650 000 €   | Terre (ext.) | Matteo Berrettini | 6-1, 3-6, 7-60 | Parcours |
| 2  | 16-10-2023 | Kinoshita Group Japan Open Tennis Championships, Tokyo | ATP 500   | 1 857 660 $ | Dur (ext.)   | Ben Shelton       | 7-5, 6-1       | Parcours |

### Titre en double messieurs
| No | Date       | Nom et lieu du tournoi     | Catégorie | Dotation    | Surface    | Partenaire    | Finalistes                    | Score    |          |
| -- | ---------- | -------------------------- | --------- | ----------- | ---------- | ------------- | ----------------------------- | -------- | -------- |
| 1  | 08-03-2021 | Qatar ExxonMobil Open Doha | ATP 250   | 1 153 560 $ | Dur (ext.) | Andrey Rublev | Marcus Daniell Philipp Oswald | 7-5, 6-4 | Parcours |

### Finale en double messieurs
| No | Date       | Nom et lieu du tournoi        | Catégorie    | Dotation    | Surface    | Vainqueurs               | Partenaire    | Score     |          |
| -- | ---------- | ----------------------------- | ------------ | ----------- | ---------- | ------------------------ | ------------- | --------- | -------- |
| 1  | 07-10-2021 | BNP Paribas Open Indian Wells | Masters 1000 | 8 359 455 $ | Dur (ext.) | John Peers Filip Polášek | Andrey Rublev | 6-3, 7-65 | Parcours |

### Finales en double mixte
| No | Date       | Nom et lieu du tournoi            | Catégorie     | Dotation  | Surface      | Vainqueurs                               | Partenaire    | Score              |          |
| -- | ---------- | --------------------------------- | ------------- | --------- | ------------ | ---------------------------------------- | ------------- | ------------------ | -------- |
| 1  | 30-05-2021 | Roland-Garros Paris               | G. Chelem     | 395 000 € | Terre (ext.) | Desirae Krawczyk Joe Salisbury           | Elena Vesnina | 2–6, 6–4, [10–5]   | Parcours |
| 2  | 28-07-2021 | Summer Olympic Tennis Event Tokyo | J. olympiques | NC $      | Dur (ext.)   | Anastasia Pavlyuchenkova · Andrey Rublev | Elena Vesnina | 6-3, 65-7, [13-11] | Parcours |

## Parcours dans les tournois duGrand Chelem

### En simple
| Année | Open d'Australie | Open d'Australie | Internationaux de France | Internationaux de France | Wimbledon       | Wimbledon       | US Open         | US Open         |
| ----- | ---------------- | ---------------- | ------------------------ | ------------------------ | --------------- | --------------- | --------------- | --------------- |
| 2021  | 1/2 finale       | Novak Djokovic   | 2e tour (1/32)           | P. Kohlschreiber         | 1er tour (1/64) | Jérémy Chardy   | 3e tour (1/16)  | Jenson Brooksby |
| 2022  | 3e tour (1/16)   | Adrian Mannarino | 1er tour (1/64)          | C. Ugo Carabelli         | —               | —               | 1er tour (1/64) | Fabio Fognini   |
| 2023  | 1er tour (1/64)  | Grigor Dimitrov  | 2e tour (1/32)           | Frances Tiafoe           | 2e tour (1/32)  | Andrey Rublev   | 3e tour (1/16)  | Ben Shelton     |
| 2024  | —                | —                | 1er tour (1/64)          | Alexander Shevchenko     | 1er tour (1/64) | Karen Khachanov | —               | —               |

N.B. : à droite du résultat se trouve le nom de l'ultime adversaire.

### En double messieurs
| Année | Open d'Australie                                                                          | Open d'Australie | Internationaux de France | Internationaux de France                                                           | Wimbledon                                                                           | Wimbledon                                                                          | US Open                                                                               | US Open |
| ----- | ----------------------------------------------------------------------------------------- | ---------------- | ------------------------ | ---------------------------------------------------------------------------------- | ----------------------------------------------------------------------------------- | ---------------------------------------------------------------------------------- | ------------------------------------------------------------------------------------- | ------- |
| 2021  | —                                                                                         | —                | —                        | —                                                                                  | —                                                                                   | —                                                                                  | 1er tour (1/32) A. Nedovyesov \|\| style="text-align:left;" \| W. Koolhof J.-J. Rojer |         |
| 2022  | 1er tour (1/32) A. Sitak \|\| style="text-align:left;" \| M. Daniell F. Nielsen           | —                | —                        | —                                                                                  | —                                                                                   | 2e tour (1/16) L. Saville \|\| style="text-align:left;" \| Rajeev Ram J. Salisbury |                                                                                       |         |
| 2023  | 1er tour (1/32) D. Lajović \|\| style="text-align:left;" \| S. González É. Roger-Vasselin | —                | —                        | 1er tour (1/32) D. Altmaier \|\| style="text-align:left;" \| W. Koolhof N. Skupski | 1er tour (1/32) S. Myneni \|\| style="text-align:left;" \| Laslo Djere M.-A. Hüsler |                                                                                    |                                                                                       |         |

N.B. : le nom du partenaire se trouve sous le résultat ; le nom des ultimes adversaires se trouve à droite.

### En double mixte
| Année | Open d'Australie | Open d'Australie | Internationaux de France | Internationaux de France | Wimbledon | Wimbledon | US Open | US Open |
| ----- | ---------------- | ---------------- | ------------------------ | ------------------------ | --------- | --------- | ------- | ------- |
| 2021  | —                | —                | Finale E. Vesnina        | D. Krawczyk J. Salisbury | —         | —         | —       | —       |

N.B. : le nom de la partenaire se trouve sous le résultat ; le nom des ultimes adversaires se trouve à droite.

## Parcours dans lesMasters 1000
| Année | Indian Wells             | Miami              | Monte-Carlo          | Madrid                  | Rome                    | Canada               | Cincinnati             | Shanghai          | Paris                |
| ----- | ------------------------ | ------------------ | -------------------- | ----------------------- | ----------------------- | -------------------- | ---------------------- | ----------------- | -------------------- |
| 2021  | 1/8 de finale H. Hurkacz | 3e tour S. Korda   | 2e tour S. Tsitsipás | 1/8 de finale A. Bublik | 1/8 de finale R. Opelka | 2e tour K. Khachanov | 1er tour Marin Čilić   | n.o.              | 1er tour S. Korda    |
| 2022  | 2e tour S. Johnson       | 3e tour H. Hurkacz | 1er tour H. Rune     | 1er tour D. Goffin      | 2e tour N. Djokovic     | 1er tour M. Cressy   | 2e tour D. Schwartzman | n.o.              | 1er tour Y. Nishioka |
| 2023  | —                        | —                  | —                    | 1/2 finale J.-L. Struff | —                       | 1er tour M. McDonald | —                      | 1er tour Q. Halys | —                    |
| 2024  | —                        | —                  | —                    | 1er tour F. Marozsán    | 2e tour T. Paul         | —                    | —                      | —                 | —                    |

N.B. : sous le résultat se trouve le nom de l’ultime adversaire.

## Victoires sur le top 10
Toutes ses victoires sur des joueurs classés dans le top 10 de l'ATP lors de la rencontre.
| Légende      |
| Grand Chelem |
| Masters 1000 |
| ATP 500      |
| ATP 250      |

| # | A.K.   | Tournoi          | Année | Surface      | Adversaire        | Rang | Tour | Score         |
| - | ------ | ---------------- | ----- | ------------ | ----------------- | ---- | ---- | ------------- |
| 1 | no 114 | Open d'Australie | 2021  | Dur          | Diego Schwartzman | no 9 | 1/16 | 6-3, 6-3, 6-3 |
| 2 | no 42  | Dubaï            | 2021  | Dur          | Andrey Rublev     | no 8 | 1/2  | 6-2, 4-6, 6-4 |
| 3 | no 28  | Belgrade         | 2021  | Terre battue | Novak Djokovic    | no 1 | 1/2  | 7-5, 4-6, 6-4 |
| 4 | no 27  | Madrid           | 2021  | Terre battue | Diego Schwartzman | no 9 | 1/16 | 2-6, 6-4, 6-1 |
| 5 | no 27  | Rome             | 2021  | Terre battue | Daniil Medvedev   | no 2 | 1/16 | 6-2, 6-4      |
| 6 | no 121 | Madrid           | 2023  | Terre battue | Daniil Medvedev   | no 3 | 1/8  | 7-61, 6-4     |

## Classements ATP en fin de saison
| Année          | 2012 | 2013 | 2014 | 2015 | 2016 | 2017 | 2018 | 2019 | 2020 | 2021 | 2022 | 2023 |
| Rang en simple | 705  | 287  | 222  | 195  | 238  | 750  | 386  | 270  | 112  | 18   | 59   | 35   |
| Rang en double | 604  | 397  | 432  | 250  | 613  | 801  | 842  | 406  | 418  | 90   | 181  | –    |

Source : (en) Classements de Aslan Karatsev sur le site officiel de la Fédération internationale de tennis